# Като Куніо
Като Куніо ( (加藤久仁生, Kunio Katō, нар. 24 квітня 1977, Кагосіма) — японський режисер-мультиплікатор, що працює у нетрадиційному для японської анімації (аніме) стилі. Його роботи дуже близькі за стилістикою до анімації російського режисера Юрія Норштейна, чий прямий вплив на свою творчість Като Куніо підтверджував у інтерв’ю. Като у 2009 році отримав премію Оскар за найкращу короткометражну анімацію (фільм «Дім із маленьких кубиків»).

## Біографія
Като Куніо народився 24 квітня 1977 року у місті Кагосіма. Закінчив тут школу, а потім навчався на факультеті графічного дизайну університету Тама. Під час навчання отримував національні нагороди за анімацію.
Після завершення навчання став працювати у телекомунікаційній компанії ROBOT, що займається виробництвом короткометражної анімації та кінофільмів, рекламних роликів.
У 2008 році другим із японців отримав одну з найпрестижніших премій у галузі анімації — «Annecy Crystal Award» на міжнародному фестивалі анімаційних фільмів у Ансі (Ансі, Франція).
У 2009 році отримав премію Оскар за короткометражний анімаційний фільм «Дім із маленьких кубиків».

## Творчість
Като надає перевагу традиційній мальованій мультиплікації без використання комп’ютерних технологій. Також він малює не в традиційній для аніме стилістиці, а повністю вручну олівцями, близько до стилю російського аніматора Юрія Норштейна. Під час прослуховування в університеті лекцій з історії світової анімації роботи Норштейна («Казка казок», «Їжачок у тумані») справили на Като великий вплив і спонукали його стати аніматором. 
Като звертає увагу на минуле, а також на проблеми й життєві історії звичайних людей, його не цікавлять оповіді про «обраних», великих і знаменитих.
«Щоденник мандрівника» (або «Щоденник Тортова Родла») — це кілька коротеньких серій про мандрівки чоловіка на велетенській довгоногій свині фантасмагоричним і глибоко символічним світом. Ця картина близька за духом до творів Франца Кафки, але є набагато світлішою й оптимістичнішою.
Задум фільму «Дім із маленьких кубиків» з’явився ще в студентські роки, коли Като намалював кілька малюнків з чоловічком, який будував дім із кубиків. Згодом компанії «ROBOT» необхідно було робити цикл зворушливих коротких фільмів й анімації, і Като використав свої студентські ескізи для створення фільму. Первісний задум торкався проблем родини, але для компанії треба було робити щось на тему пам’яті, тому концепція картини була суттєво перероблена. Так вийшла зворушлива історія про самотнього старого, який випадково відновлює у пам’яті давно забуті речі. Це фільм про пам’ять, родину та самотність.
До отримання Оскара Като, за його словами, працював далеко не в ідеальних умовах — він мав невеличке приміщення у підвалі, навіть без вікон, оскільки відділ анімації у компанії «ROBOT» зовсім невеликий.

## Роботи

### Анімаційні фільми
- 2001 — Щастя і трагедія Генрієти (ヘンリエッタの幸福と悲劇), короткометражний, волонтерська робота
- 2001 — Інцидент з яблуком (The Apple Incident), короткометражний, випускна робота
- 2003 — Фантазія: Моя маленька коханка (「FANTASY」 MY LITTLE LOVER), короткометражний, вебанімація
- 2003 — Щоденник мандрівника (或る旅人の日記), міні-серіал
- 2004 — Щоденник мандрівника: Червоний фрукт (或る旅人の日記『赤い実』), бонус-епізод
- 2004 — Звук квітки (花の音), кліп для MTV
- 2008 — Дім із маленьких кубиків (La Maison en petits cubes,つみきのいえ, Tsumiki no Ie, 12 хвилин), короткометражний

### Інше
- 2000 — Роботизація (ROBOTTING), волонтерська робота, спільно з Куріхара Такасі
- 2001 — 「NHK 英語であそぼ　おどれタイポ　LALALA」, спільно з Куріхара Такасі
- 2001 — 「NHK 英語であそぼ　おどれタイポ　M M M」, спільно з Куріхара Такасі
- 2003 — 「インターカレッジ アニメーションフェスティバル 2003」, ілюстрація до каталогу
- 2003 — 「グルメぴあ essence 秋号、冬号」挿絵 イラスト, ілюстрації
- 2004 — 「NHK 英語であそぼ　おどれタイポ　e 」
- 2004 —「或る旅人の日記 少年と旅人」描き下ろし絵本 月刊MOE 6月号

## Нагороди
- Seoul Cartoon & Animation Festival — нагороджений 2004
- Ottawa International Animation Festival — переможець 2004 та 2006
- 2-ий фестиваль анімаційних казок — «Щоденник мандрівника», 2004
- 18-ий Міжнародний фестиваль «Послання до людини» (Санкт-Петербург), гран-прі 2008
- Міжнародний фестиваль анімаційних фільмів в Ансі — «Дім із маленьких кубиків», гран-прі 2008
- 第12回文化庁メディア芸術祭アニメーション部門 — «Дім із маленьких кубиків», переможець 2009
- 7-ий фестиваль анімаційних казок — «Дім із маленьких кубиків», 2009
- 14th Animation Kobe Award — особиста нагорода, 2009
- 81th Academy Awards (Оскар) — «Дім із маленьких кубиків», найкращий анімаційний короткометражний фільм, 2009